# Chœur de la Radio lettone
Le Chœur de la Radio lettone (Latvijas Radio koris en letton, également connu internationalement comme Latvian Radio Choir) est un chœur professionnel letton, actif depuis 1940.

## Historique
Le Chœur de la Radio lettone (Latvijas Radio Koris), dépendant de Latvijas Radio, est fondé en 1940.
Il s'agit du premier chœur professionnel établi en Lettonie.
En 1994, un ensemble vocal plus restreint est fondé au sein du chœur, les Latvian Radio Chamber Singers.
Investi dans le domaine de la musique contemporaine, le Chœur de la Radio lettone est notamment le créateur de plusieurs œuvres de Pēteris Vasks, Litene (1993), Pater Noster (2000), Missa (2001) et Prayer (2012).

## Directeurs musicaux
Comme directeurs musicaux, se sont succédé à la tête du chœur, :
- Teodors Kalnyinsh (1940-1962) ;
- Edgars Rachevsky (en) (1963-1986) ;
- Juris Kļaviņš (1987-1992) ;
- Sigvards Kļava et Kaspars Putniņš (depuis 1992).